# 島原市立第一中学校
島原市立第一中学校（しまばらしりつ だいいちちゅうがっこう）は、長崎県島原市城内一丁目にある公立中学校。略称「一中」（いっちゅう）。

## 概要
歴史
1947年（昭和22年）の学制改革（六・三制の実施）によって新制中学校として発足した。2012年（平成24年）に創立65年を迎えた。
校章
中央に校名の「一中」の文字（縦書き）を置いている。
校歌
1955年（昭和30年）に制定。作詞は杉山炉火、作曲は伊藤英一による。歌詞は3番まであり、最後（追唱）に校名の「島原第一中学校」が登場する。
校区
島原市の後に「本光寺町、城見町、柿の木町、柏野町、南柏野町、上新丁一丁目、上新丁二丁目、上新丁三丁目、下新丁、古丁、城西中の丁、下の丁、江戸丁、桜門町、北原町、今川町、城内一丁目、城内二丁目、城内三丁目、北門町、新馬場町、田町、先魁町、上の町、中町、片町、新田町、宮の町、新建、浦ノ川、小山町、萩原一丁目、萩原二丁目、萩原三丁目、青葉町、萩が丘一丁目、萩が丘二丁目、立野町、江里町、西町、山寺町、中尾町、宇土町、本町、原町、杉山町、前浜町、北千本木町、南千本木町、上折橋町、下折橋町、六ツ木町」が続く地域。
小学校区は島原市立第一小学校・島原市立第二小学校（一部）・島原市立第四小学校

## 沿革
- 1947年（昭和22年）
  - 4月1日 - 学制改革（六・三制の実施）が行われる。
    - 島原市第一国民学校の高等科と島原市第四国民学校の高等科が統合され、新制中学校「島原市立第一中学校」が設置される。
    - 旧制・長崎県立島原中学校に併設された新制中学校（以下・併設中学校）と兼ねる形での設置で、校長は旧制・島原中学校校長の国武忠男が兼任。

  - 4月16日 - 旧制・長崎県立島原中学校講堂にて入学式を挙行。
  - 4月26日 - 旧制・長崎県立島原中学校講堂にて始業式を挙行し、授業を開始。当初、独立校舎はまだなかったため、分散授業を実施。
    - 1年生 - 島原市立第一小学校の3階を使用。
    - 2年生 - 旧制・長崎県立島原中学校の武道場を改築して使用。
    - 3年生 - 旧制・長崎県立島原商業学校校舎東側を使用。

  - 10月19日 - 旧制・島原中学校のグラウンドで秋季大運動会を実施。
- 1948年（昭和23年）
  - 4月1日 - 学制改革により、旧制・長崎県立島原中学校が廃止され、新制高等学校「長崎県立島原高等学校」が発足。
    - 併設中学校の名称も「長崎県立島原高等学校併設中学校」に改称。

  - 4月10日 - 同窓会が発足。
  - 9月24日 - 長崎軍政府より教育官ウィンフィールド・ニブロが視察で訪問。
  - 10月30日 - ひょうたん畑に新校舎1棟の一部が完成し、まず3年生が移転を完了。
  - 11月13日 - 新校舎1棟が完成。これとは別に旧制・島原商業学校から校舎を継承。長崎県立島原高等学校校舎の使用を終了。
- 1949年（昭和24年）
  - 3月31日 - 長崎県立島原高等学校併設中学校が廃止される（旧制中等教育学校から新制中等教育学校への移行に伴う経過措置が終了したため）。
  - 11月26日 - 学校図書館が完成。
- 1950年（昭和25年）4月1日 - 島原市立第一小学校校舎の借用を終了。
- 1951年（昭和26年）7月19日 - 旧・島原商業学校校舎の使用を終了（その後には島原市立第二中学校が移転してくる）。
- 1952年（昭和27年）4月1日 - 長崎県立島原農業高等学校の新設に伴い、再び旧・島原商業学校校舎に移転（全学年）。
- 1953年（昭和28年）4月10日 - 2階建て校舎5教室の増築が完了。
- 1954年（昭和29年）
  - 5月24日 - 学校希望給食を開始。
  - 6月16日 - 平屋建て校舎3教室（北校舎）が完成。
- 1955年（昭和30年）11月3日 - 校歌を制定。
- 1961年（昭和36年）5月22日 - 校舎の増築が完成。
- 1962年（昭和37年）4月6日 - 生徒数の増加により校舎が不足し、長崎県立蚕業試験場跡2棟を特別教室として借用。
- 1963年（昭和38年）10月8日 - 学校給食（D型）を開始。
- 1965年（昭和40年）
  - 2月4日 - 第1回立春式を実施。
  - 3月14日 - 特殊学級を設置。
- 1966年（昭和41年）4月22日 - 鉄筋コンクリート造の新校舎（一部）が完成し、まず2年生のみが移転。
- 1967年（昭和42年）1月11日 - 新校舎の完成により、全学年が移転を完了。

## 部活動
運動部
- サッカー部
- 野球部
- 陸上部
- バレーボール部
- バスケットボール部
- ソフトテニス部
- 卓球部
- 剣道部

文化部
- 吹奏楽部
- 美術部
- パソコン部

## 著名な出身者
- 片山奨典 - プロサッカー選手、Jリーグ・ロアッソ熊本
- 松田遼馬 - プロ野球選手、阪神タイガース-福岡ソフトバンクホークス

## アクセス
最寄りの鉄道駅
- 島原鉄道 島原鉄道線 「島原駅」

最寄りのバス停
- 島鉄バス「一中前」

最寄りの道路
- 長崎県道202号野田島原線

## 周辺
- 島原市立第一小学校
- 長崎県立島原高等学校
- 長崎県立島原商業高等学校
- 島原城・島原城跡公園・島原城キリシタン史料館・島原文化会館
- さかきばら郷土史料館
- 島原武家屋敷街

## 関連事項
- 長崎県中学校一覧